# 库里斯
库里斯（法語：Courris，法語發音：[kuʁis]）是法国奥克西塔尼大区塔恩省的一个市镇，属于阿尔比区。

## 地理
库里斯（43°57'29"N, 2°24'26"E）面积9.42 平方千米，位于法国奧克西塔尼大區塔恩省，该省份为法国南部内陆省份，北起顺时针与阿韦龙省、埃罗省、奥德省、上加龙省和塔恩-加龙省接壤。
与库里斯接壤的市镇（或旧市镇、城区）包括：昂比亚莱、阿萨克、圣西尔格。
库里斯的时区为UTC+01:00、UTC+02:00（夏令时）。

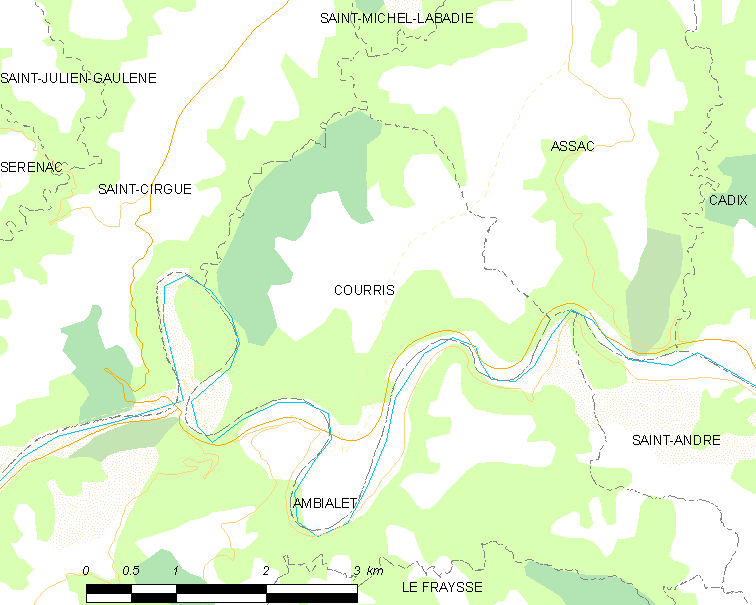
库里斯的OSM定位图

## 行政
库里斯的邮政编码为81340，INSEE市镇编码为81071。

## 政治
库里斯所属的省级选区为卡尔莫第一县。

## 人口

1962-2008年间库里斯人口变化图示

库里斯于2022年1月1日时的人口数量为80人。